# Roman Hamrlík
Roman Hamrlík (Zlín, 12 aprile 1974) è un ex hockeista su ghiaccio ceco.
Ha vinto la medaglia d'oro olimpica con la nazionale maschile ceca nell'hockey su ghiaccio alle Olimpiadi invernali di Nagano 1998.
Ha anche conquistato due medaglie d'oro (1991 e 1992) ai campionati europei Under-18.